# La guerra è una mafia
La guerra è una mafia (in inglese War is a Racket) è un discorso e un libro del 1935, di Smedley D. Butler, un Maggiore Generale in pensione del Corpo dei Marines degli Stati Uniti e due volte insignito della Medal of Honor. Sulla base della sua esperienza militare, Butler discute di come gli interessi commerciali traggano vantaggio dalla guerra, come nel caso della speculazione bellica.
Dopo che Butler si ritirò dal Corpo dei Marines degli Stati Uniti nell'ottobre del 1931, iniziò un tour nazionale portando il suo discorso "War is a Racket". Il discorso ebbe così tanto successo che scrisse una versione più lunga, che fu poi pubblicata come libro nel 1935.
Il suo lavoro fu inserito in versione breve nel Reader's Digest come un supplemento di libro, che aiutò a rendere popolare il suo messaggio. In un'introduzione alla versione di Reader's Digest, Lowell Thomas, che ha scritto la sua autobiografia orale, ha elogiato il "coraggio morale e fisico" di Butler.

## Il libro
Nel volume, Butler fa riferimento a una varietà di esempi, principalmente tratti dalla prima guerra mondiale, in cui gli industriali, sovvenzionati con finanziamenti pubblici, erano in grado di generare profitti sulla sofferenza umana.
Il libro è diviso in cinque capitoli:
1. La guerra è una mafia
2. Chi guadagna?
3. Chi paga il conto?
4. Come fermare questa mafia
5. Al diavolo la guerra!

Nel penultimo capitolo del volume, Butler raccomanda tre passaggi per interrompere la mafia della guerra:
- Impedire di ottenere un profitto economico dalla guerra
- Consentire solo ai cittadini in età e in condizione da essere arruolati di decidere se il Paese debba entrare o meno in guerra
- Limitare l’impiego delle forze armate al solo impiego difensivo

Il discorso, nel quinto ed ultimo capitolo, si conclude così:

## Edizioni
- Butler S. D., La guerra è una mafia, traduzione di C. Ziviello, Ad est dell'equatore, 2017.